# Bandera de Alsacia
Alsacia es una región histórica y una colectividad territorial del este de Francia. Posee dos banderas:
- la bandera "blasonada", o bandera "administrativa", utilizada por la mayoría de las colectividades territoriales. Se basa en los escudos de armas de la Baja Alsacia y la Alta Alsacia, y presenta dos versiones diferentes.
- la bandera Rot un Wiss (en alsaciano "roja y blanca"), llamada en ocasiones "bandera histórica", que emplea los colores tradicionales de Alsacia.

## La bandera "blasonada" de Alsacia
La bandera "blasonada" de Alsacia, también conocida como bandera "administrativa", se basa en el escudo de armas de Alsacia.
El escudo de Alsacia apareció por primera vez en el siglo XVI. Consiste en una superposición o yuxtaposición de las armas de los landgraviatos de la Alta Alsacia (Oberelsass) y la Baja Alsacia (Unterelsass).

Escudo de la Baja Alsacia
Escudo de la Alta Alsacia

El escudo alsaciano presenta dos variantes (yuxtapuesto y fusionado), y existe una bandera blasonada para cada una de ellas.

### Historia
La bandera blasonada apareció en los años 70 y 80 con motivo de las leyes de descentralización y de la creación de la región de Alsacia. En aquella época, algunas autoridades locales optaron por ondear esta bandera para evitar el uso de la bandera Rot un Wiss, que en aquel momento se consideraba una bandera reivindicativa.

### Carácter oficial
La bandera blasonada carece de reconocimiento oficial.
Sin embargo, los escudos de los que deriva han sido objeto de disposiciones oficiales. En su forma yuxtapuesta, el escudo de Alsacia fue oficializado en 1948 por los prefectos del Alto Rin y del Bajo Rin. En 2009 se seleccionó la forma yuxtapuesta del escudo alsaciano para que figurara como distintivo de la región de Alsacia en las placas de matrícula.
En otoño de 2020 se puso en marcha una consulta pública para elegir el nuevo distintivo territorial de las placas de matrícula de la Colectividad Europea de Alsacia. Se propusieron tres opciones: el logotipo "A cœur" de la marca compartida Alsacia, la bandera blasonada en su versión yuxtapuesta y la bandera Rot un Wiss. El logotipo "A cœur" ganó con un 43,45% de los votos y a partir del 1 de enero de 2021 figura en las placas de matrícula. La bandera blasonada obtuvo el 36,59% de los votos y la Rot un Wiss el 19,96%.

### Uso actual
La bandera blasonada la utilizan oficiosamente varias autoridades locales (región, Colectividad Europea de Alsacia, municipios), así como algunas administraciones. Su uso popular es más limitado.

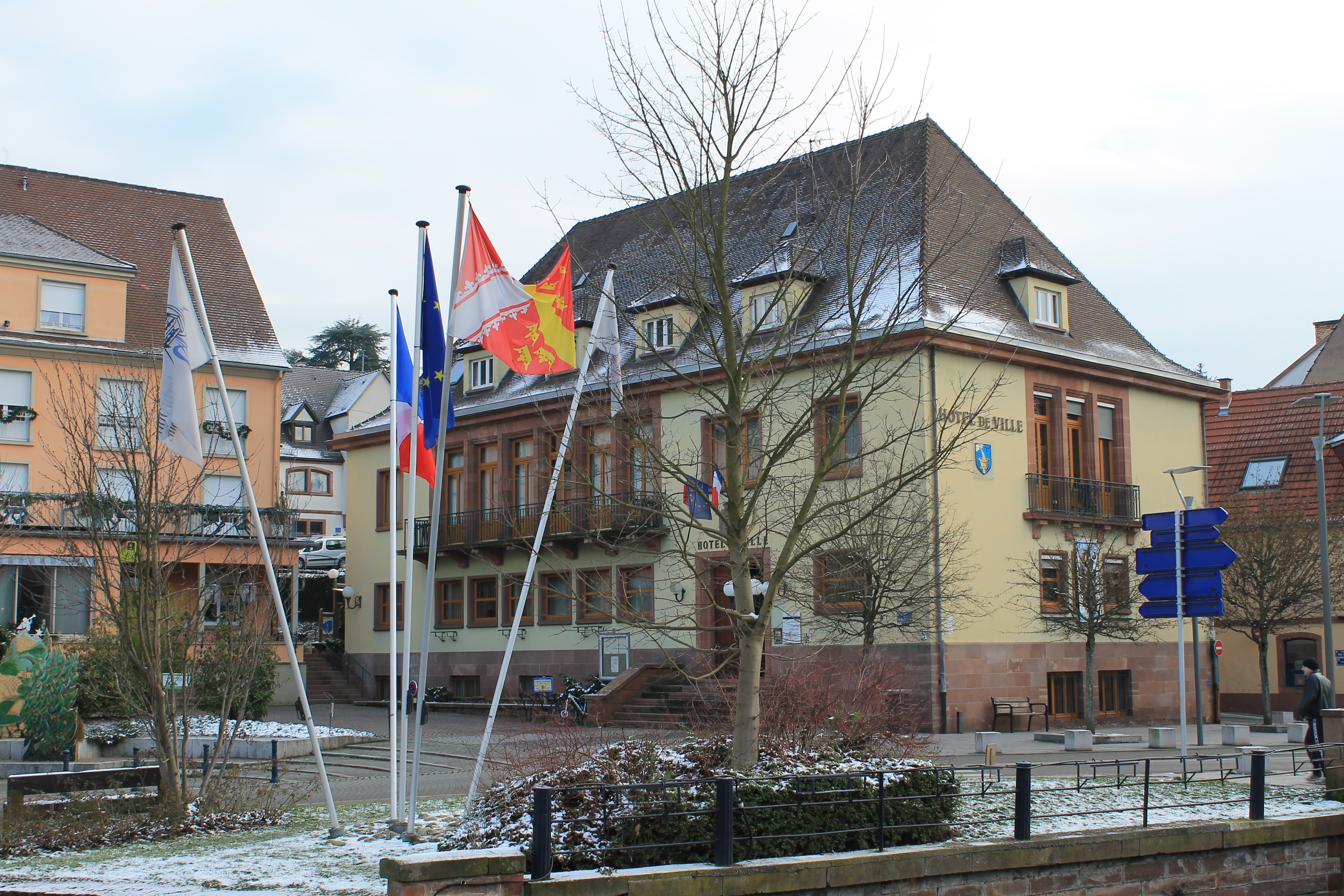
Bandera blasonada en Niederbronn-les-Bains.
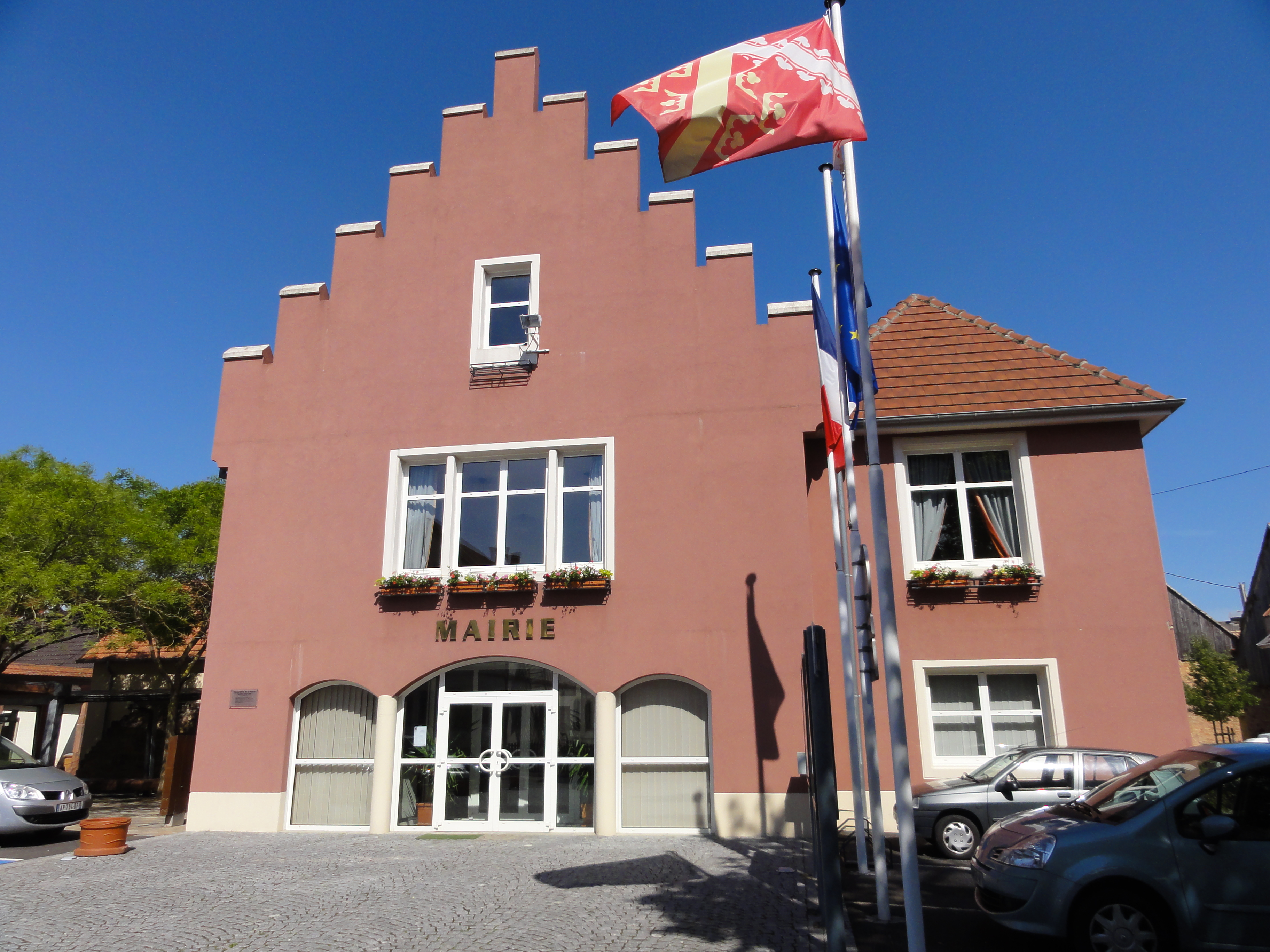
Bandera blasonada en Griesheim-près-Molsheim.
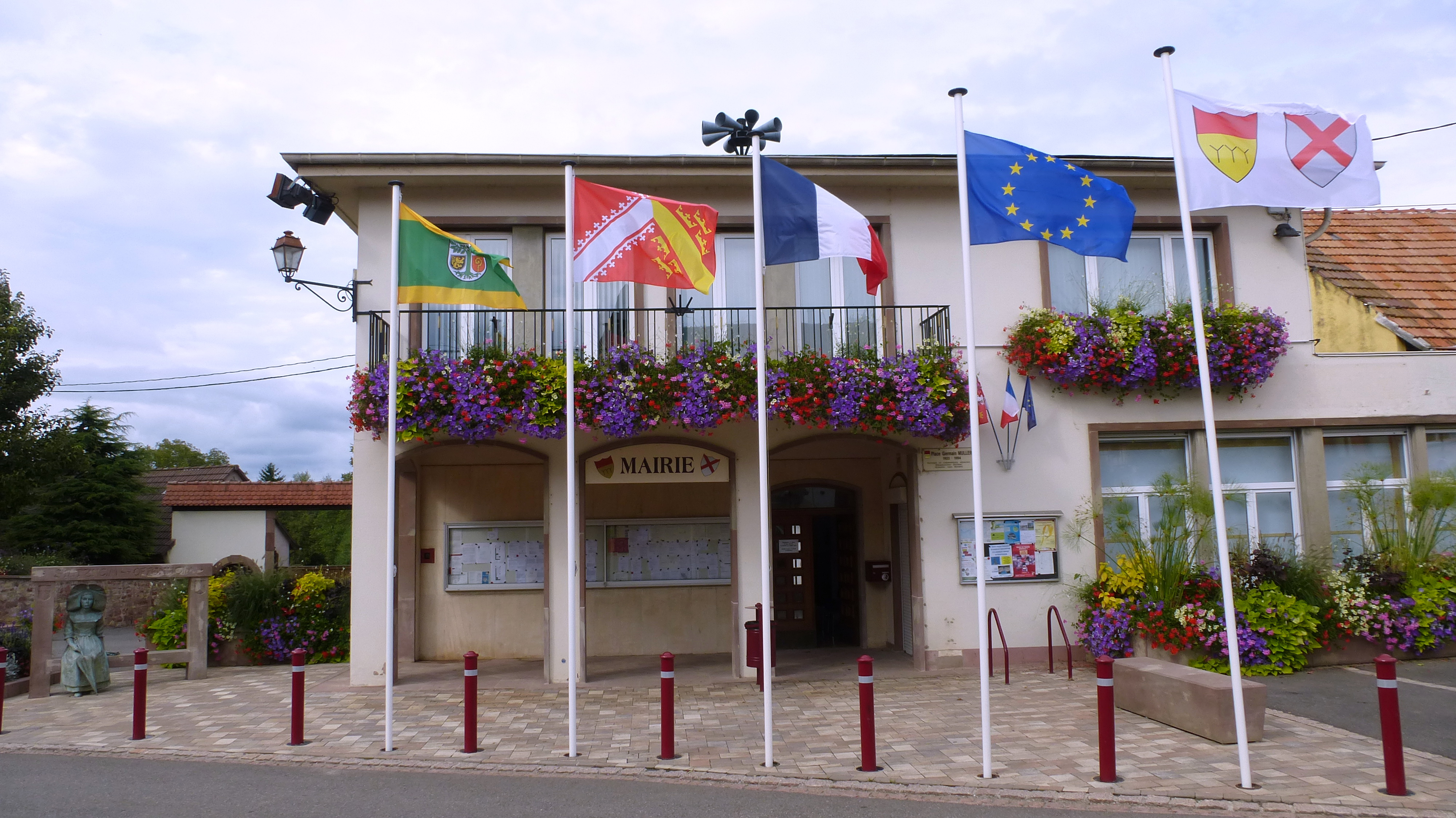
Bandera blasonada en Stutzheim-Offenheim.

## La bandera "Rot un Wiss"
Rot un Wiss significa "roja y blanca" en alsaciano. Ambos son los colores tradicionales de varias ciudades de Alsacia.

### Historia
La asociación del rojo y el blanco se remonta a la Edad Media. Ya en el siglo IX, el ejército del primer duque de Lorena, Gerardo de Alsacia (1024-1070), enarbolaba estandartes con estos colores. En la Edad Media, los escudos de armas de muchas ciudades y familias alsacianas muestran una fuerte recurrencia a la combinación de los colores rojo y blanco (por ejemplo, Estrasburgo, Mulhouse, Ensisheim, Guebwiller, Sélestat, Munster y Wissembourg). El mismo fenómeno se observa en la zona alemánica, que se extiende hasta el Rin superior (Alsacia, Baden, norte de Suiza y oeste de Austria).

Escudo de Estrasburgo
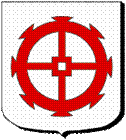
Escudo de Mulhouse
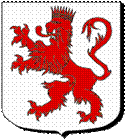
Escudo de Sélestat
Escudo de Wissembourg
Escudo de Ensisheim

El rojo y el blanco se combinan en el escudo del condado de Nordgau (norte de Alsacia), utilizado desde 1262 por el landgrave descendiente de los condes de Werd. El escudo rojo y blanco del obispo de Estrasburgo, Walther von Geroldseck, pasó a ser el de toda la ciudad cuando ésta se liberó de la tutela eclesiástica. Posteriormente, los burgueses de la Ciudad Imperial Libre de Estrasburgo juraban cada año su lealtad a la Constitución municipal a los pies de la catedral bajo un estandarte rojo y blanco. Esta ceremonia, denominada  Schwoertag ("día del juramento") perduró hasta la Revolución Francesa. La bandera roja y blanca solía ondear desde la plataforma de la catedral para indicar la dirección de los incendios que pudieran declararse en la ciudad. A finales del siglo XV y principios del XVI, la Rot un Wiss volvió a utilizarse durante las revueltas campesinas del Bundschuh.

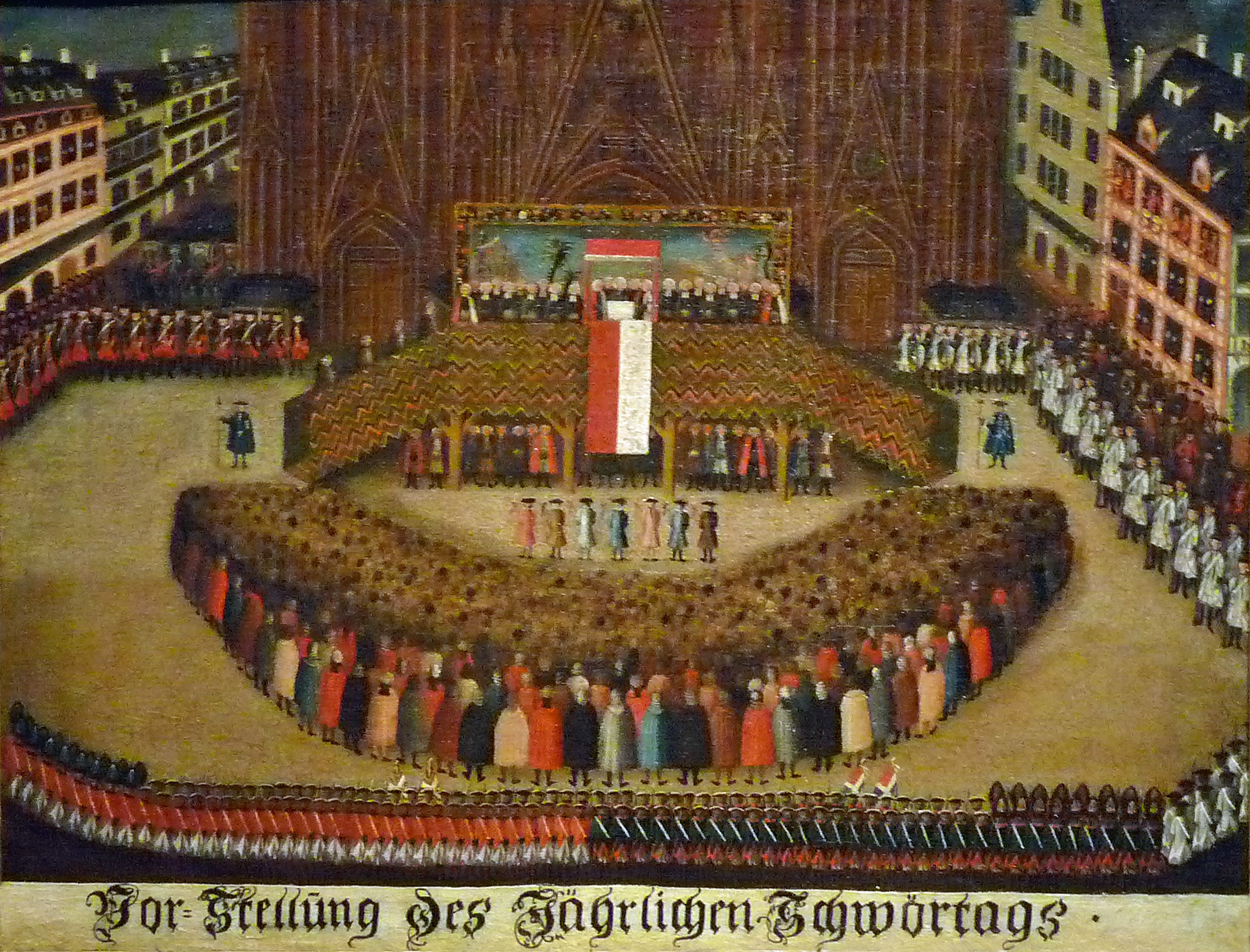
Ceremonia del Schwoertag con un estandarte con los colores de Estrasburgo (hacia 1785).
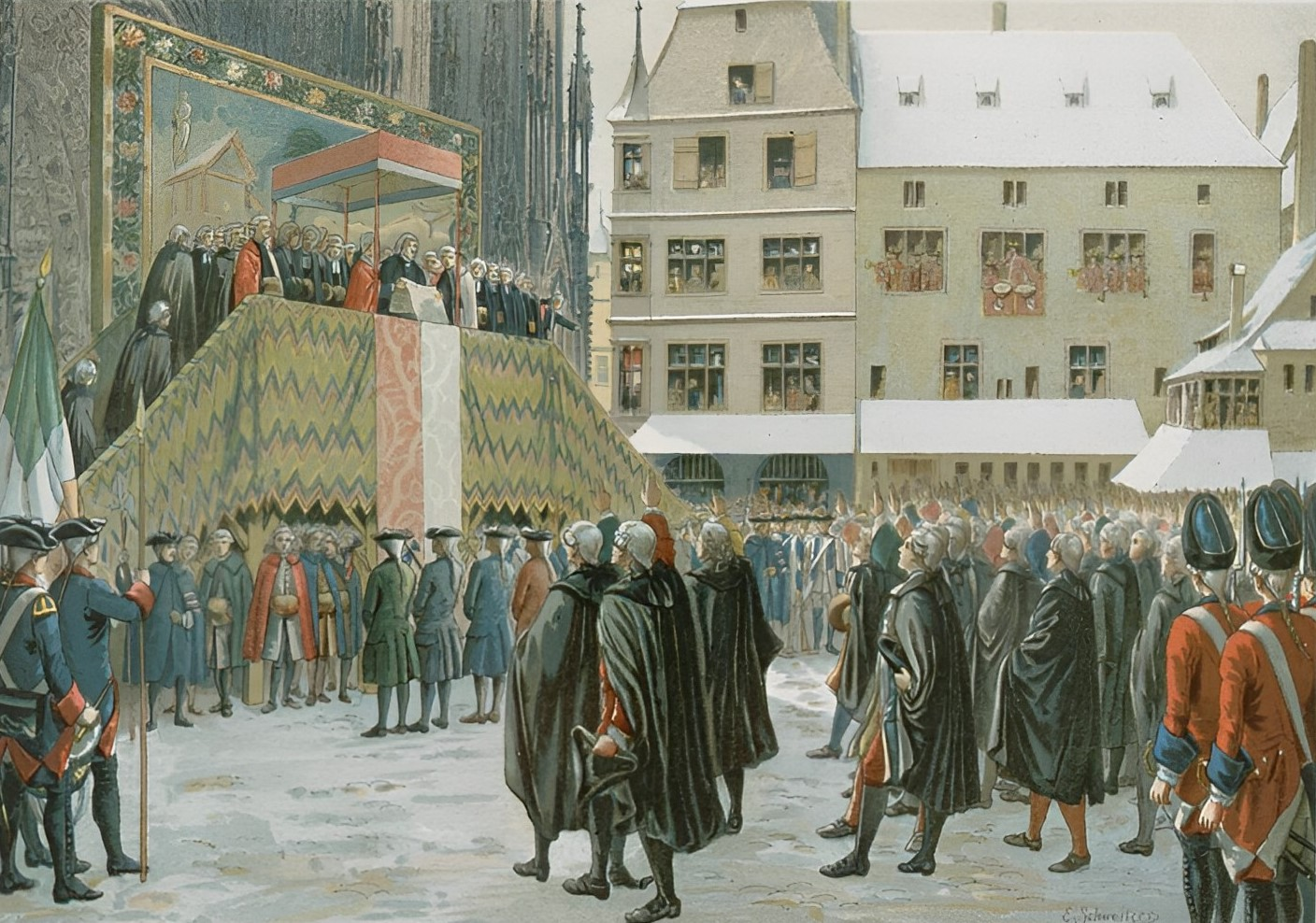
Dibujo de Émile Schweitzer que muestra el Schwoertag (juramento) en Estrasburgo.

Más tarde, apareció incluso en algunos dibujos de Hansi, en particular los relativos a la visita de Carlos X a la Baja Alsacia (1828).
En 1870, Francia declara la guerra a Prusia, y Alsacia es escenario de violentos combates que terminan con la derrota de los ejércitos de Napoleón III y la victoria de los prusianos. En virtud del Tratado de Fráncfort (1871), Alsacia y parte de Lorena son anexionadas al recién proclamado Imperio Alemán. Una parte de la población alsaciana, particularmente el sector más hostil a los prusianos, se negó a enarbolar los colores imperiales y prefirió marcar su singularidad ondeando la Rot un Wiss, que poco a poco pasó a ser el emblema —no reconocido oficialmente— de Alsacia-Lorena. La bandera roja y blanca se convirtió en un símbolo de las libertades y el autonomismo, que fue mitificada por poetas como los hermanos Matthis, Gustave Stoskopf o René Schickele.
Así pues, la Rot un Wiss tiene la particularidad de haber surgido de un movimiento popular espontáneo. Al principio, las franjas se disponían tanto en vertical como en horizontal, en ocasiones con la franja blanca en la parte superior. Con el paso de los años se generalizó la disposición horizontal con la franja roja en la parte superior.
Dado su carácter popular, los sectores francófilos la promovieron para destacar las singularidades de Alsacia con respecto a Alemania. Se utilizaba con frecuencia en celebraciones civiles y religiosas. En el Landtag (Parlamento) de Alsacia-Lorena se produce rápidamente un amplio consenso a favor de la adopción oficial de la bandera roja y blanca. El 12 de mayo de 1912 se debatió el tema y se creó una comisión encargada de elaborar una propuesta definitiva. Tras varias lecturas, la comisión propuso finalmente y por unanimidad una bandera compuesta por los colores rojo y blanco, dispuestos horizontalmente, con una cruz de Lorena de color amarillo en el ángulo superior izquierdo, dentro de la franja roja de la bandera. Esta propuesta fue aprobada por unanimidad por el pleno del Landtag de Alsacia-Lorena durante su segunda deliberación, el 25 de junio de 1912. No obstante, el tenso clima internacional de la época hizo que Guillermo II no llegara a ratificar nunca esta decisión.
Pero la bandera, exaltada por el himno Elsässisches Fahnenlied compuesto por el poeta Emile Woerth, se convirtió en un símbolo regional. Tras la Primera Guerra Mundial, la bandera Rot un Wiss fue adoptada por los movimientos regionalistas y autonomistas tras la reincorporación a Francia de las "provincias perdidas". Adquirió una connotación más política, pues se ondeaba para mostrar el apego a la historia de la región y a las particularidades regionales. Las nuevas autoridades francesas no la oficializaron y se opusieron a su uso, ya que para ellas la única bandera era la tricolor. Sin embargo, en 1922 volvió a aparecer en un mitin comunista en Estrasburgo, y fue defendida por Charles Hueber, futuro alcalde de la ciudad. 

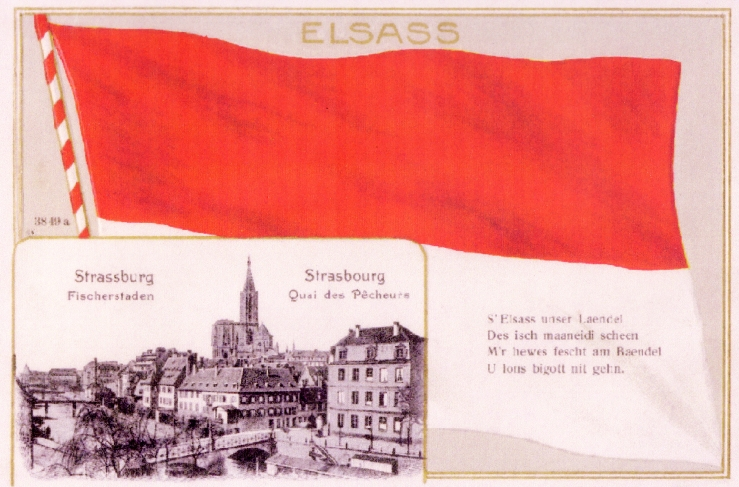
Tarjeta postal bilingüe de principios del siglo XX.
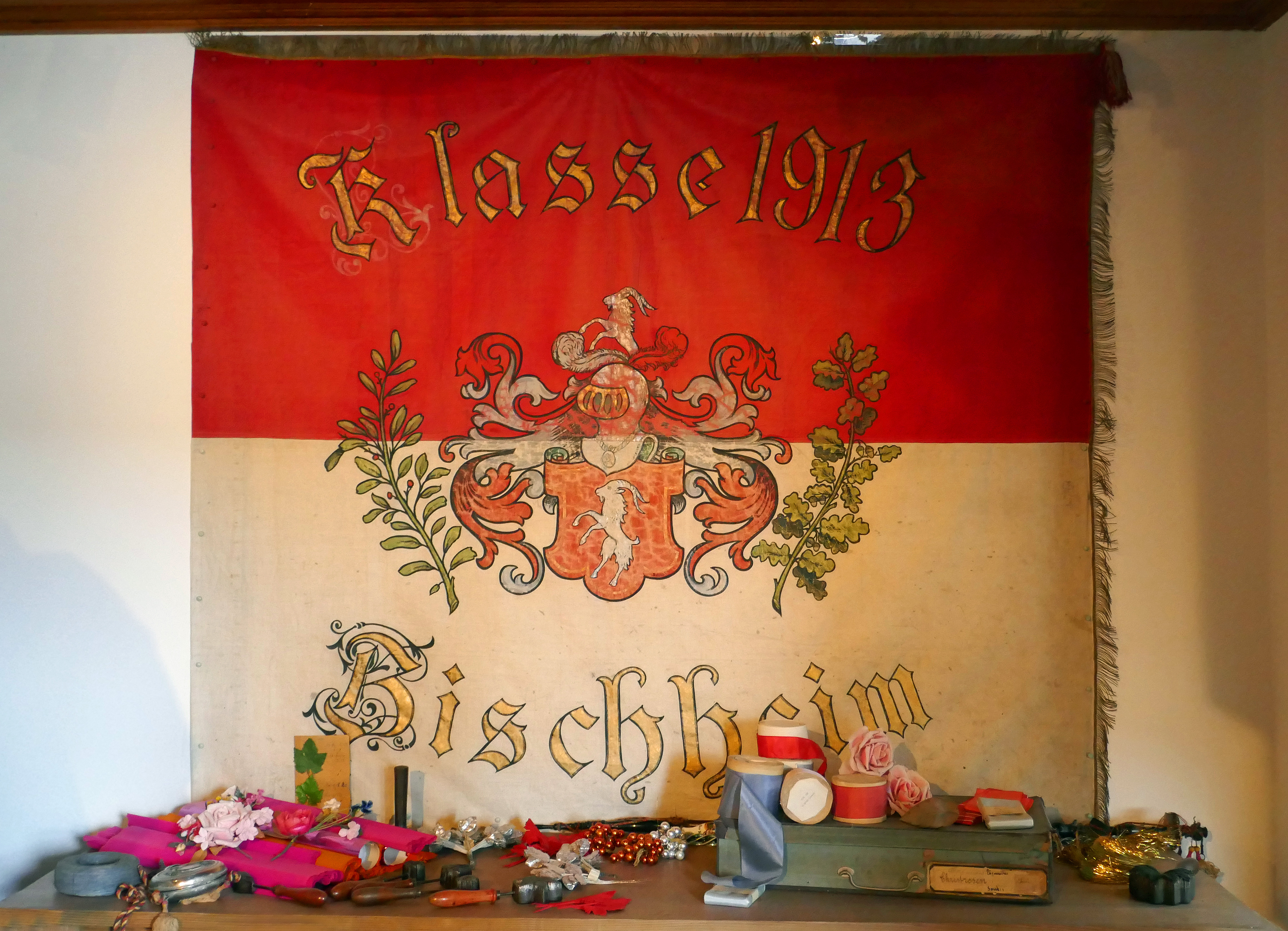
Bandera de los reclutas de Bischheim (1913) en el Museo Alsaciano de Estrasburgo.
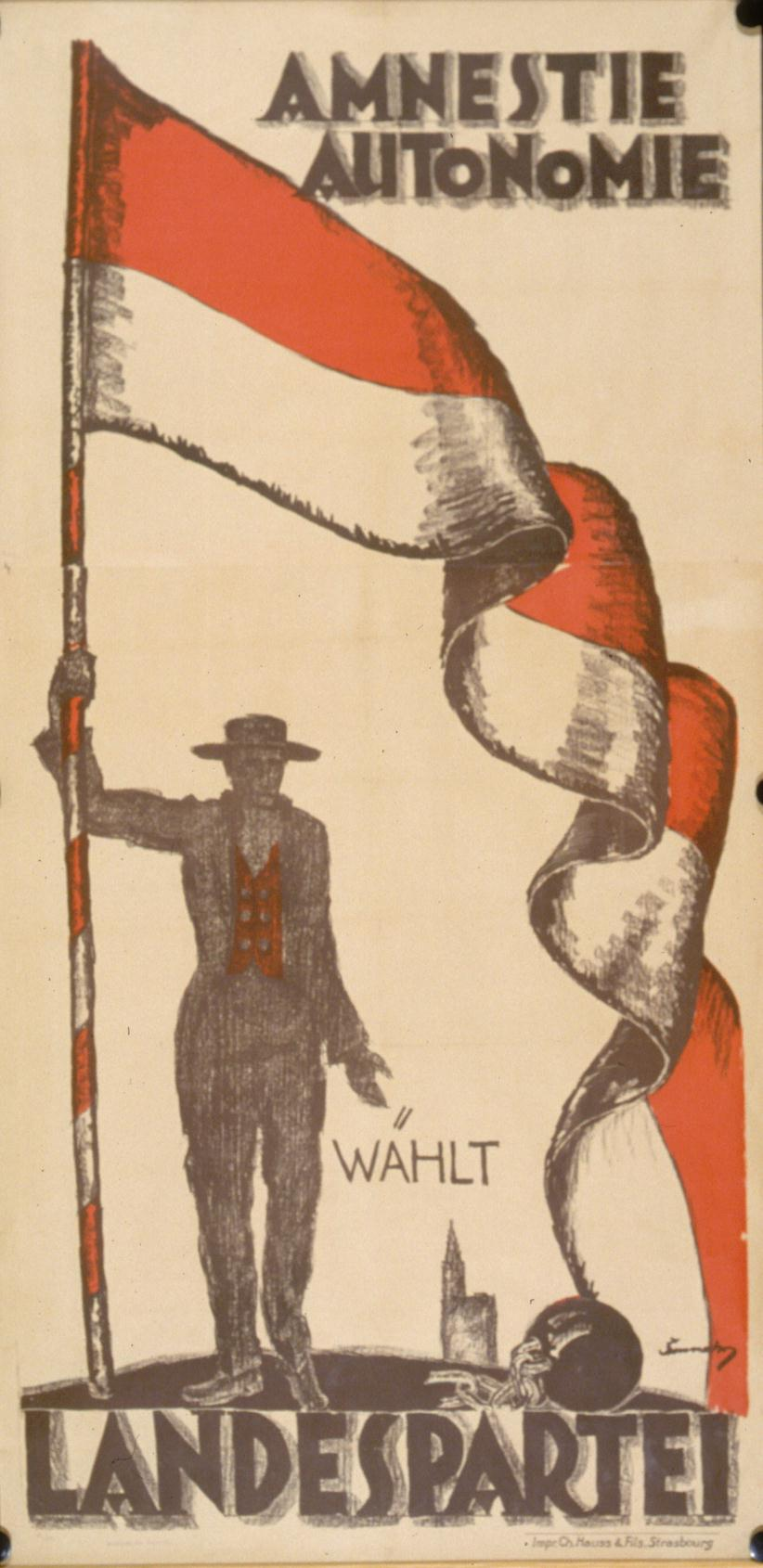
Cartel político de los años 1930.

Fue prohibida formalmente por los nazis en 1939, cuando Alsacia fue anexionada por el Tercer Reich. Tras la Liberación se consideró un símbolo sedicioso, por las mismas razones que la bandera de Bretaña, y su uso se restringió prácticamente a las fiestas religiosas.
Volvió a aparecer progresivamente junto con el resurgimiento regionalista vinculado al movimiento de mayo de 1968. El 19 de junio de 1968, la Rot un Wiss fue izada en la flecha de la catedral de Estrasburgo por activistas regionalistas.Ondeó también en la inauguración del túnel de Sainte-Marie-aux-Mines, en 1976, durante la presidencia de Valéry Giscard d'Estaing.
Recuperó presencia en el espacio público a principios de la década de los 2000, con motivo de los debates sobre la elección del distintivo de las placas de matrícula, y en las manifestaciones contra las fusiones regionales de 2014 y 2015. Unos desconocidos la instalaron brevemente en lo alto de la catedral de Estrasburgo con motivo del centenario del Armisticio de 1918.

### En la cultura y las artes
Esta bandera es uno de los símbolos de Alsacia. Aparece en las obras de ilustradores tan diversos como Hansi, Henri Solveen, Paul Adolphe Kauffmann y Charles Spindler.
En el ámbito de la poesía y el teatro, Gustave Stoskopf escribió un poema en alsaciano titulado Rot un Wiss sin unsri Farwe ("El rojo y el blanco son nuestros colores"). En 1904 escribió una obra de teatro en alsaciano titulada D'r verbotte Fahne ("La bandera prohibida"), inspirada en un incidente en el que el Kreisdirektor (director de distrito) de Haguenau había decretado la prohibición de la bandera alsaciana en su jurisdicción.
La bandera Rot un Wiss es también el tema del himno alsaciano Elsässisches Fahnenlied, cuya letra fue escrita por Emile Woerth (1870-1926), poeta nacido en Benfeld, en su obra Hoch und allein, publicada en 1912.

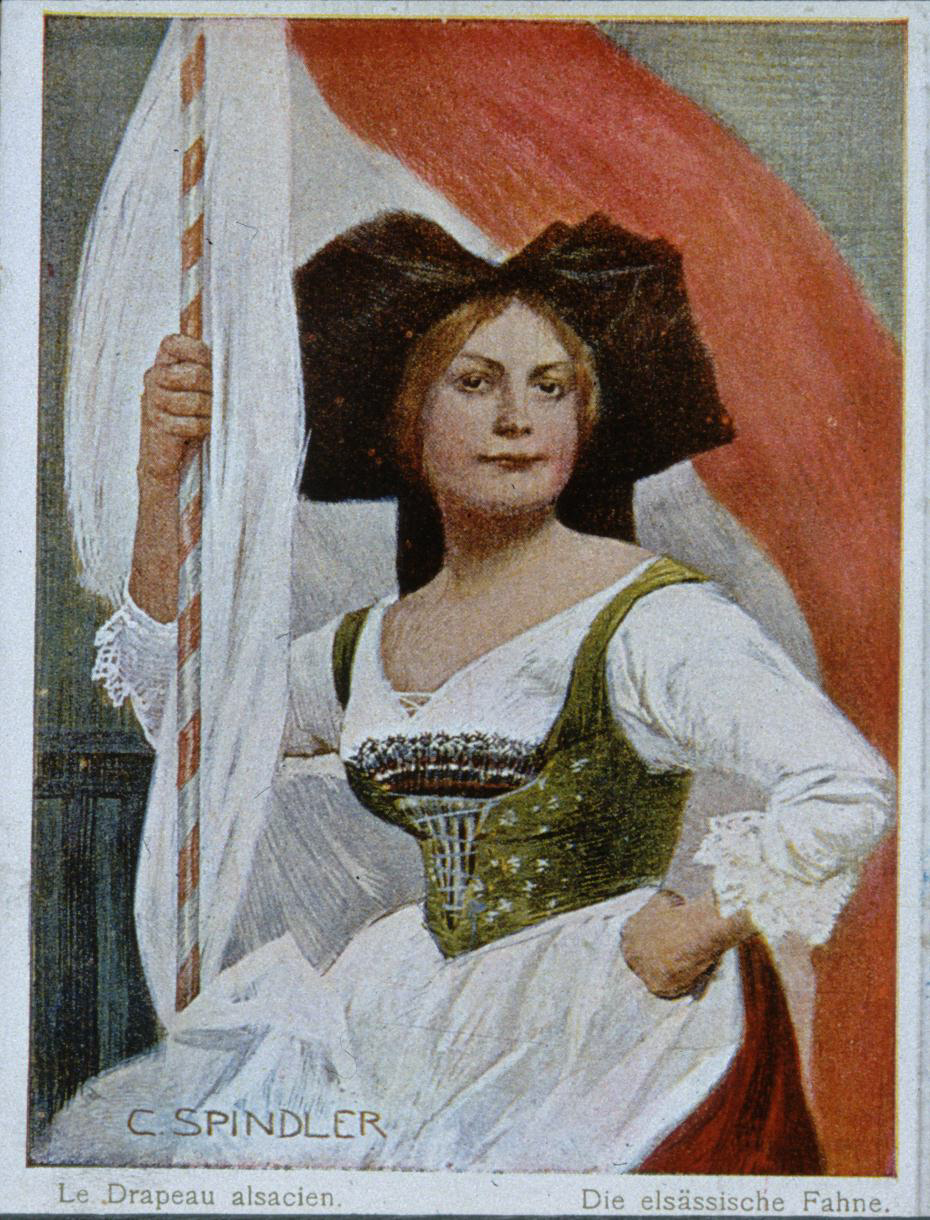
Dibujo de Charles Spindler.
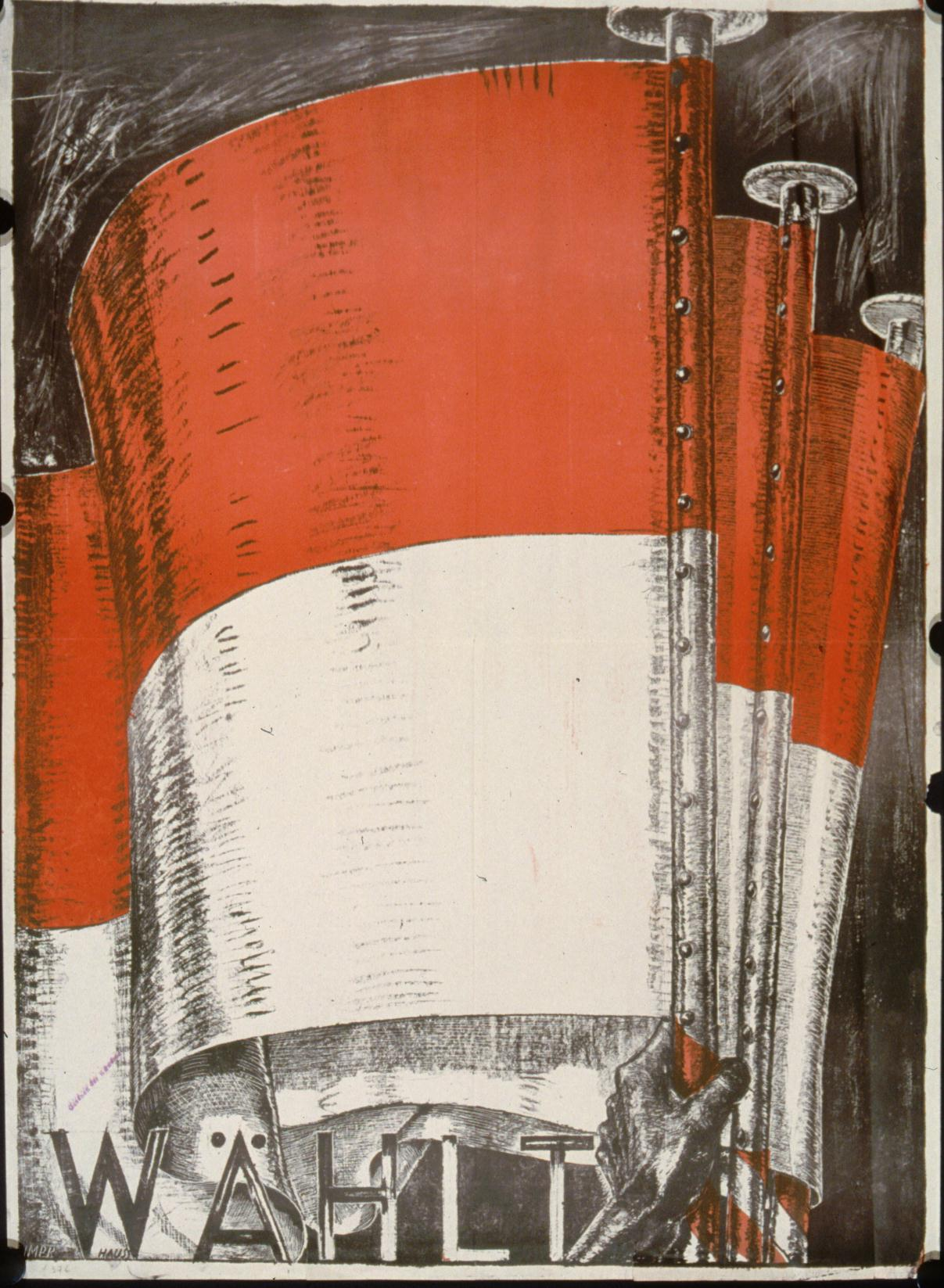
Cartel político de Henri Solveen.
D'r verbotte Fahne, obra teatral de Gustave Stoskopf.
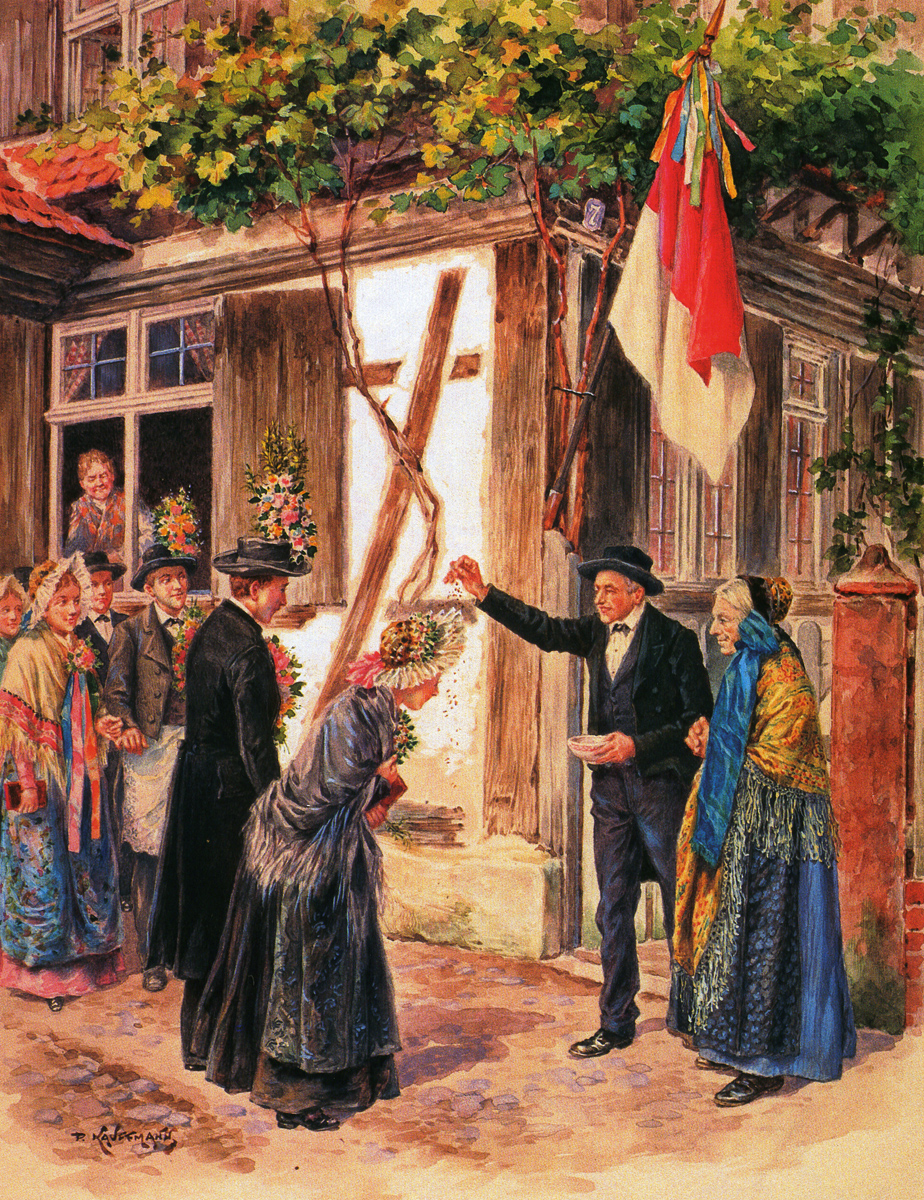
La bendición de los novios, por Paul Adolphe Kauffmann

### Carácter oficial
Al igual que la bandera blasonada, la bandera Rot un Wiss carece de reconocimiento oficial. No obstante, según una encuesta de abril de 2017, al 67% de los alsacianos les gustaría que fuera la bandera oficial de Alsacia.

### Uso actual
Hoy en día se utiliza en algunas localidades alsacianas en lugar de la bandera administrativa, y se exhibe con frecuencia en los eventos deportivos que se celebran en la región. Aparece, por ejemplo, en la camiseta del Racing Club de Estrasburgo Alsacia. Muchos la consideran un símbolo de la identidad alsaciana, y la utilizan sobre todo los movimientos regionalistas y el movimiento de los chalecos amarillos.
En septiembre de 2020, el partido autonomista Unser Land renunció a utilizar la bandera Rot un Wiss en su logotipo para "recordar que la bandera Rot un Wiss no es la bandera de un partido, sino la bandera de todos los alsacianos".
En otoño de 2020, la Rot un Wiss fue una de las tres alternativas sometidas a consulta pública para decidir el nuevo distintivo territorial de las placas de matrícula de la Colectividad Europea de Alsacia.

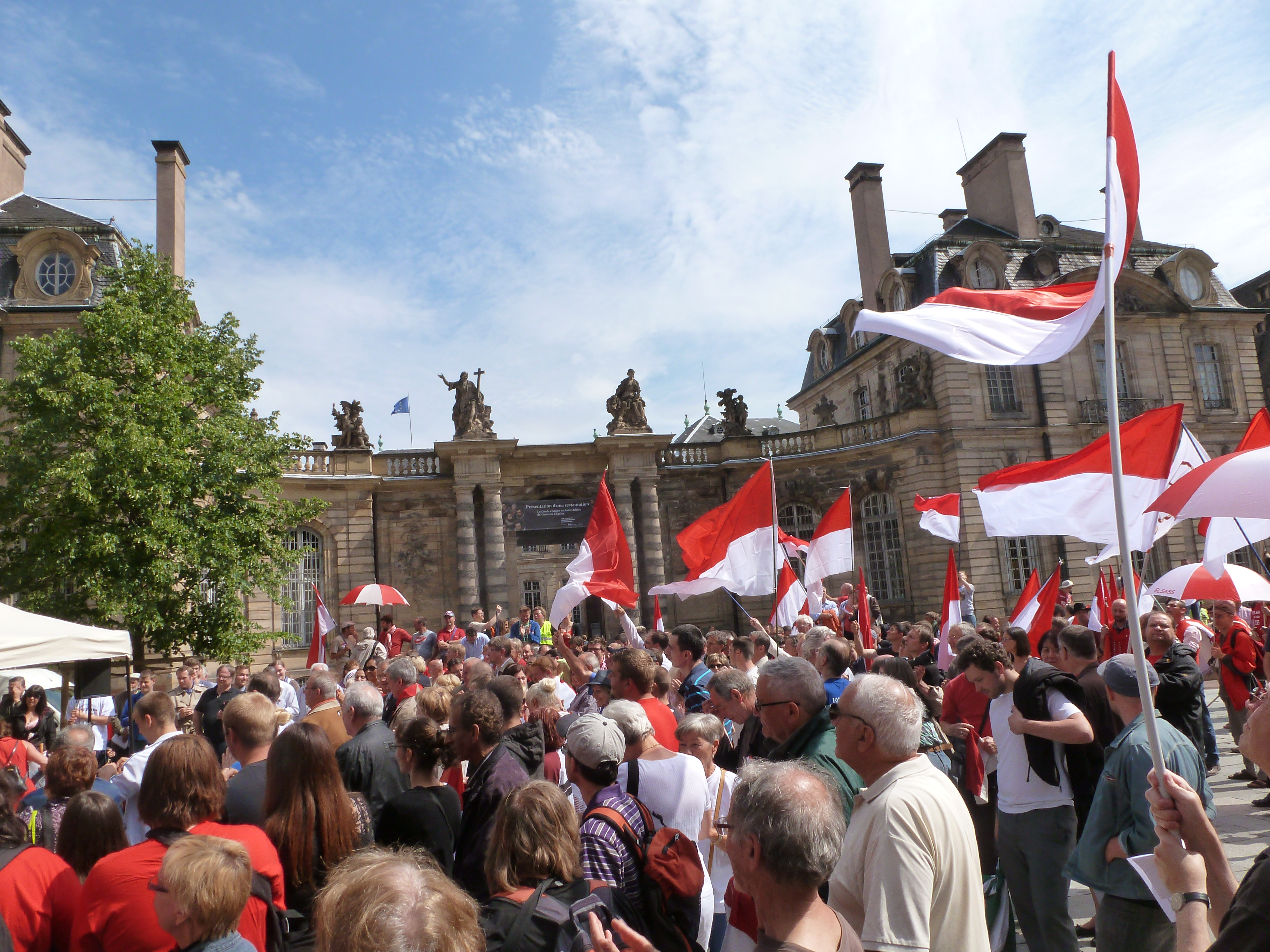
Manifestación contra la reforma territorial (Estrasburgo, junio de 2014).
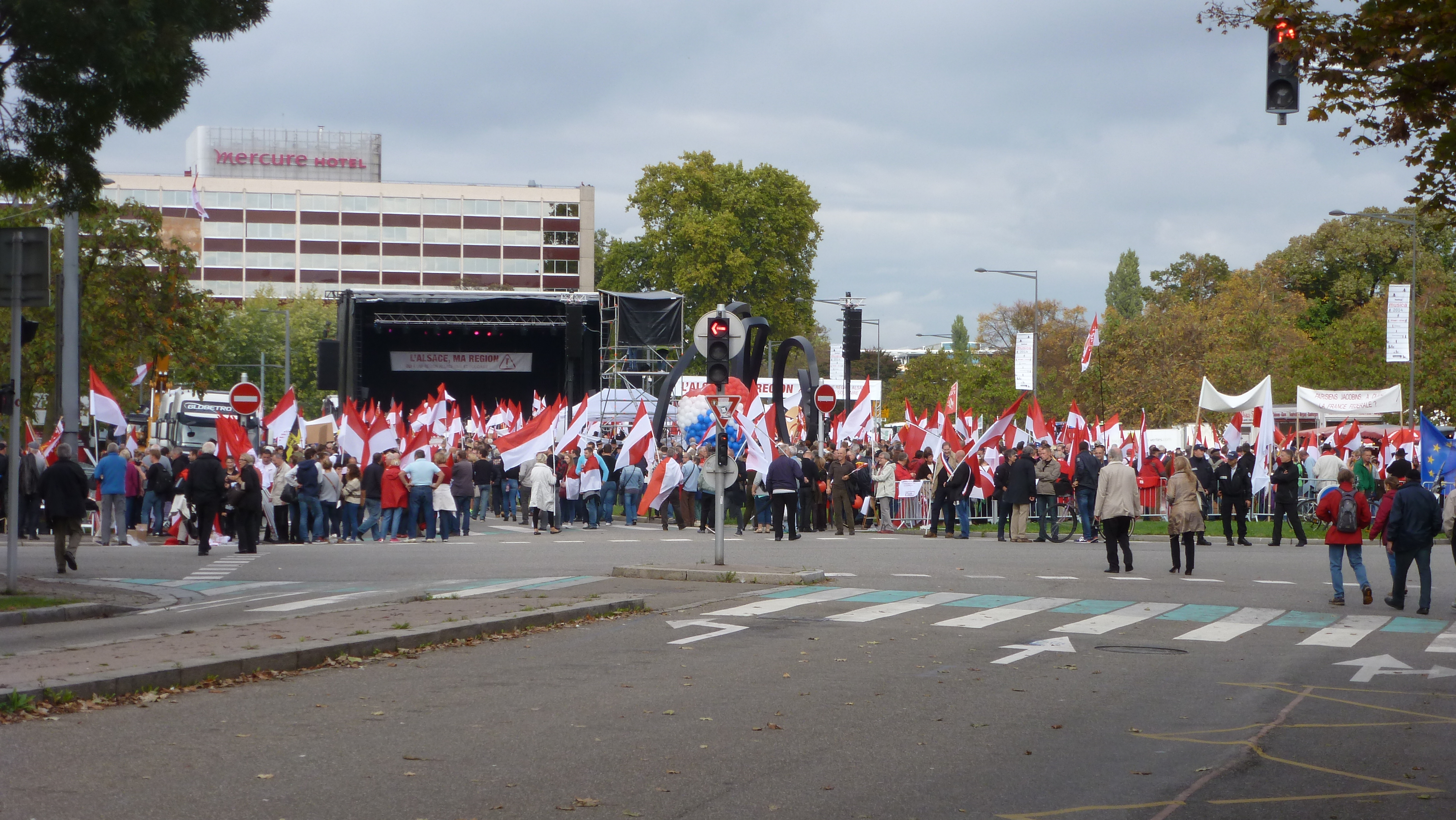
Manifestación contra la reforma territorial (Estrasburgo, octubre de 2014).
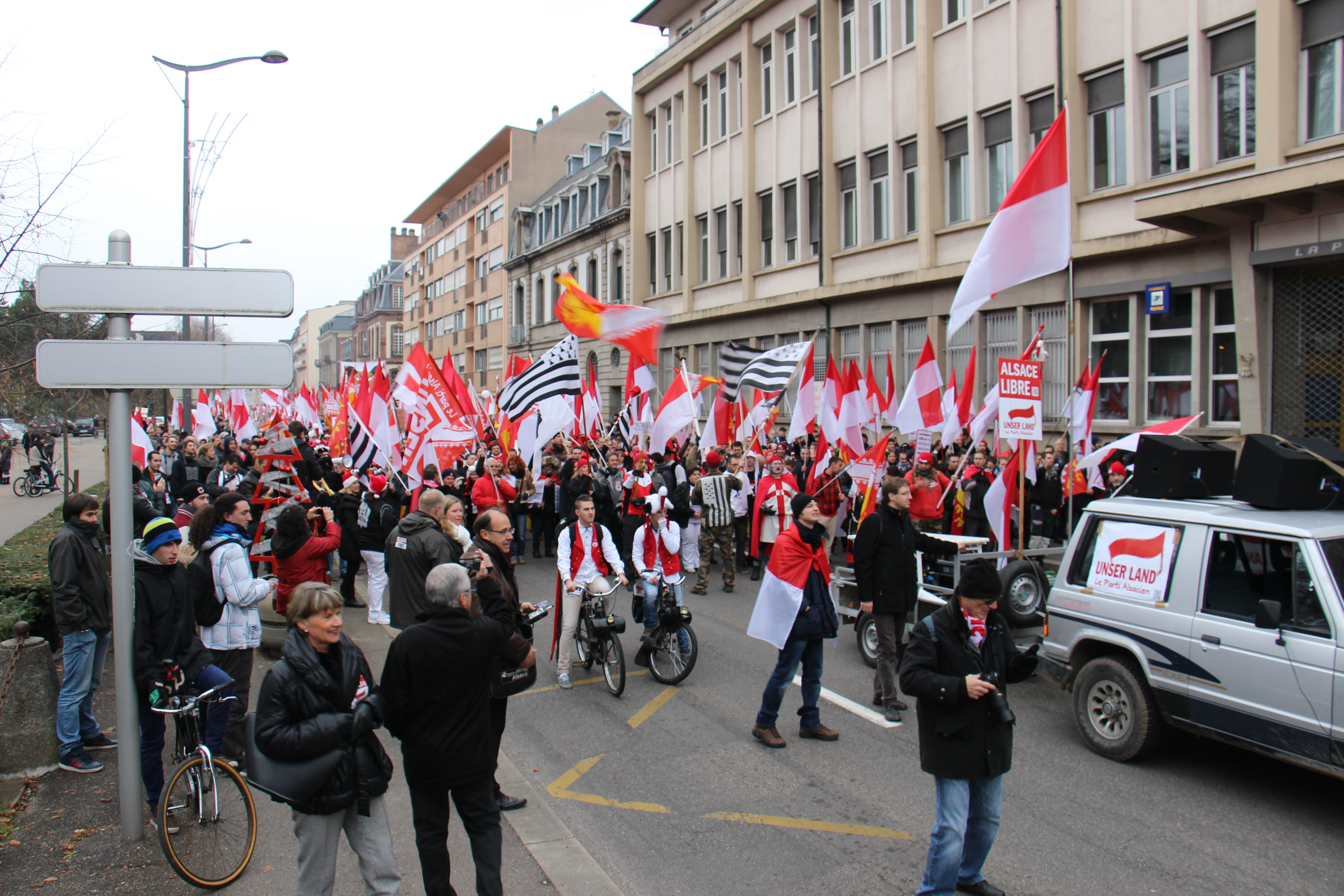
Manifestación contra la reforma territorial (Mulhouse, diciembre de 2014)
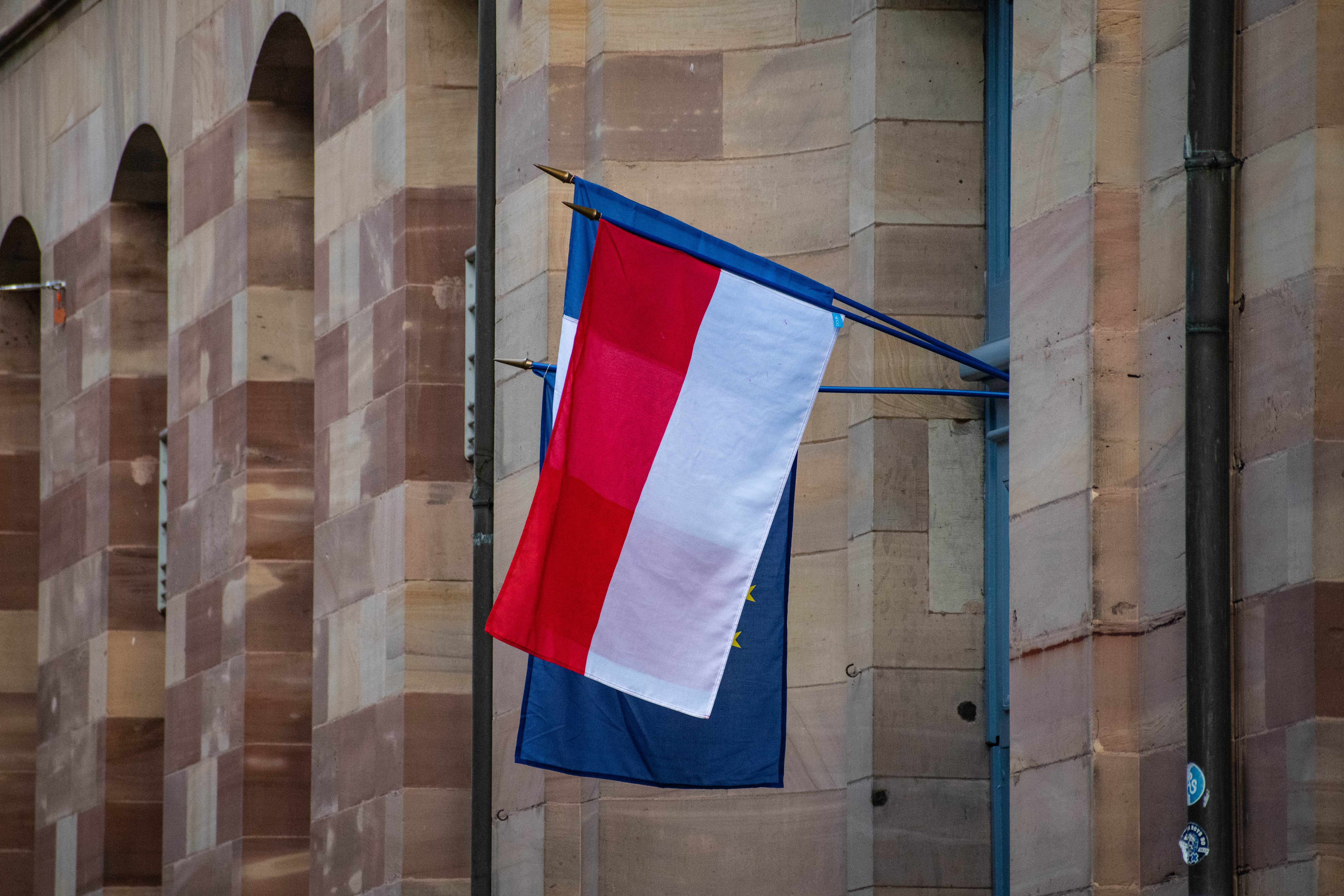
Una Rot un Wiss en Estrasburgo.